# Philippe Naudé l'Ancien
Philippe Naudé dit l'Ancien (28 décembre 1654 à Metz - 7 mars 1729 à Berlin), est un mathématicien et théologien huguenot français. Il rédigea un certain nombre d'ouvrages sur la géométrie, la philosophie et la religion.

## Biographie
Philippe Naudé naît le 28 décembre 1654 dans une famille protestante, à Metz, une place forte des Trois-Évêchés. Issu d'un milieu modeste, Philippe Naudé devient teinturier. Veuf de sa première épouse, morte en couches, il se remarie un peu plus tard.
Après la révocation de l'édit de Nantes de 1685 voulue par le roi Louis XIV, Philippe Naudé l'Ancien émigre d'abord à Sarrebruck, en Sarre, puis dans le Brandebourg. Il s'installe à Berlin, avec sa seconde femme et leur fils, Philippe Naudé le Jeune, né en 1684 à Metz. En 1694, Philippe Naudé a un autre fils, Roger-David, né à Berlin, et qui sera plus tard professeur au collège français de Berlin.
À partir de 1701, il enseigne les mathématiques dans diverses institutions de Berlin, notamment au collège français de Berlin, créé en 1689 en raison de l’afflux de l'émigration messine à Berlin à la suite de la révocation de l'édit de Nantes, ainsi qu'à l'Académie des princes de Brandebourg.
En 1701, il devient membre de l'Académie de Berlin. À cette époque, il échangea une correspondance avec son ami mathématicien Leibniz et rédigea un certain nombre d'ouvrages sur la géométrie, la philosophie et la religion.
Philippe Naudé l'Ancien décéda  à Berlin, le 7 mars 1729.

## Publications
- 1690 : Méditations saintes,
- 1692 : Histoire abrégée de la naissance et du progrez du Quakerisme avec celle de ses dogmes, Cologne ;
- 1699 : La Religion des Quakers en Angleterre, Paris ;
- 1699 : Morale évangélique, Berlin ;
- 1704 : Diariurn gallicumGeometrie zum Gebrauch der Fürster Academie, Berlin ;
- 1706 : Gründe des Messkunst, Berlin ;
- 1709 : Recueil des objections qui ont été faites jusques à présent: contre la souveraine perfection de Dieu, Amsterdam, (ouvrage à charge contre le philosophe français Pierre Bayle) ;
- 1713 : Gründliche Untersuchung der mystischen Theologie, Zerbst ;
- 1713 : Examen de deux traittez nouvellement mis au jour par Mr. La Placette, Amsterdam ; (ouvrage à charge contre le philosophe néerlandais Spinoza) ;
- 1717 : Entretiens solitaires, Berlin ;
- 1718 : Réfutation du Commentaire philosophique, Berlin, (Texte à charge contre la tolérance, bien qu'il fût lui-même victime de l'intolérance de Louis XIV) ;
- 1736 : Traité de la justification, (publié post-mortem à Leyde).